# Ятак

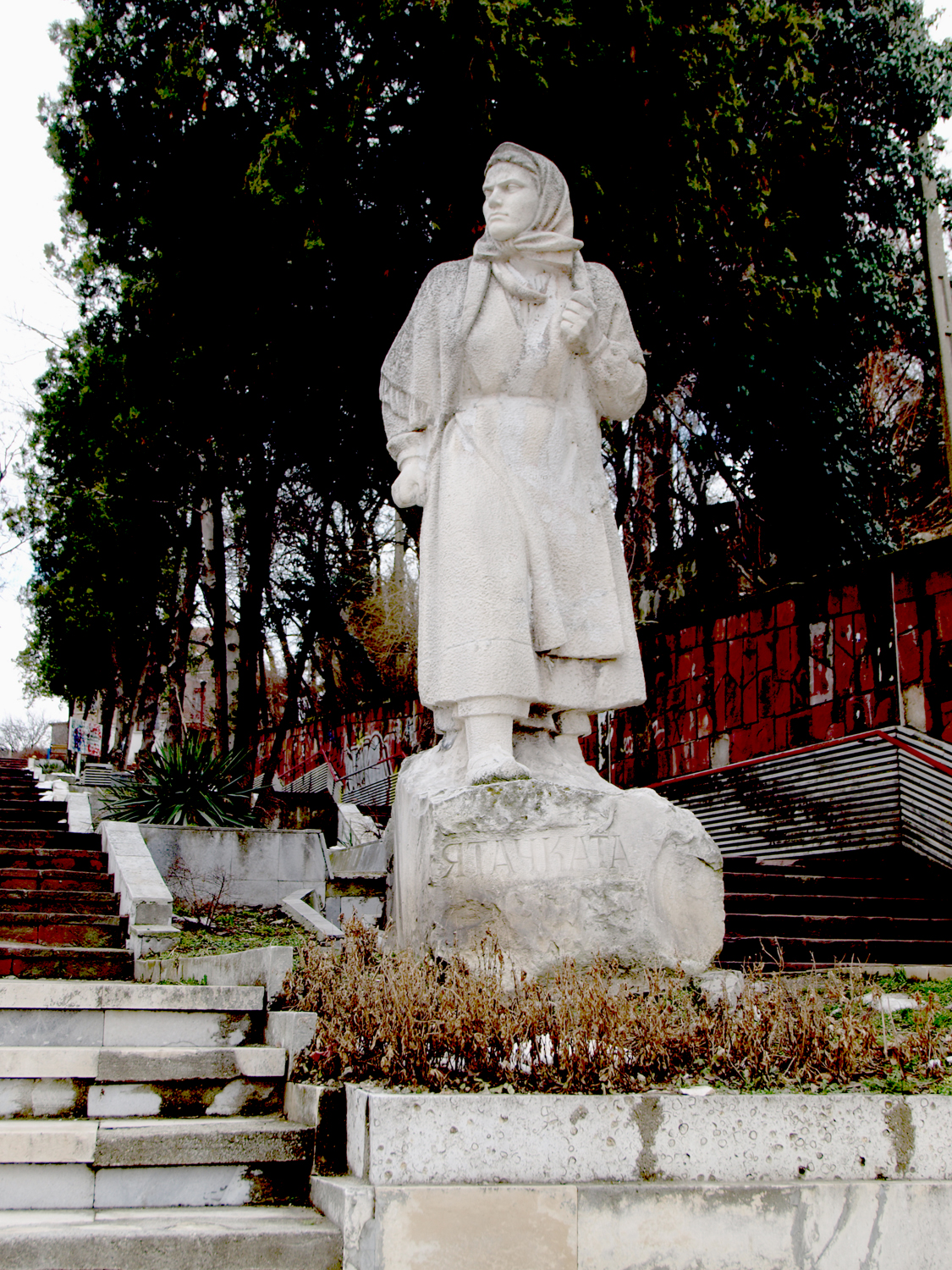
памятник «Ятачка» в Дупнице (Болгария)

Ятак (болг. ятак, мн. ч. — ятаци) — участник антифашистского движения Сопротивления в Болгарии в годы Второй Мировой войны.
Ятаками являлись помощники и сторонники партизан и подпольщиков, находившиеся на легальном положении и как правило, не принимавшие активного участия в вооружённой борьбе. Они вели разведывательную деятельность, сбор информации, распространяли листовки, обеспечивали снабжение боевых групп и партизанских отрядов, размещение и лечение больных и раненых, являлись хозяевами конспиративных квартир и связниками, выполняли иные поручения.
В общей сложности, в 1941—1944 годы в антифашистском сопротивлении в Болгарии принимало участие 18 300 партизан, 12 300 членов боевых групп и до 200 тыс. добровольных помощников («ятаков»), сторонников и сочувствующих. По социальному составу, больше половины ятаков составляли крестьяне.
В боях с правительственными и немецкими войсками, а также в результате пыток и казней, с 1941 по 1944 годы погибли 9140 партизан и 20 070 ятаков (помощников и сторонников). За «революционную деятельность» было казнено 1590 человек.
Правительством Болгарии была установлена денежная премия за пленного или убитого партизана или ятака. Поскольку сумма вознаграждения за убитого была выше, чем за пленного, захваченных в плен партизан и подпольщиков нередко убивали. В ряде случаев им отрезали головы (которые предъявляли в качестве доказательства для получения денежной премии). Впоследствии отрезанную голову партизана или ятака выставляли в его родном селе с целью устрашения населения.
Ещё одним методом наказания за помощь партизанам и устрашения населения было сожжение и разрушение их домов — в общей сложности, в 1941-1944 годы в Болгарии было сожжено и разрушено 2139 домов партизан, подпольщиков, их помощников и антифашистов.
Среди помощников партизан — ятаков были дети: одной из самых юных являлась 7-летняя Маргарита Варчева (дочь красильщика текстильной фабрики «Успех», ятака Тодора Варчева, предоставившего свой дом в Габрово в качестве явочной квартиры для размещения ротатора РМС), после ареста отца выполнявшая функции связной.